# Поретина Алта (Сондрио)
Поретина Алта је насеље у Италији у округу Сондрио, региону Ломбардија.
Према процени из 2011. у насељу је живело 132 становника. Насеље се налази на надморској висини од 225 м.